# Adolf Kissling
Adolf Kissling (* 16. Mai 1875 in Bremen; † 19. April 1955 in Bremen) war ein deutscher Neuphilologe und Komponist.

## Biografie
Kissling stammte aus einer musikalischen Bremer Familie. Seine Mutter war Gesangsschülerin bei Carl Martin Reinthaler und aktiv im Bremer Domchor, sein Vater und sein Onkel komponierten. Ursprünglich wollte er Musiker oder Dirigent werden, jedoch hielten seine Eltern dies nicht für erfolgversprechend und rieten ihm dazu, Neuphilologe zu werden. Er arbeitete als Lehrer an einer Realschule in der Bremer Altstadt.
Mit seiner Frau Elisabeth hatte er sechs Kinder.
Kissling war Pianist und als solcher Autodidakt. Besonderen Gefallen fand er an Opernliteratur, die er hörte und auf dem Klavier nachspielte. Zeitgenössische Komponisten interessierten ihn sehr, er befasste sich intensiv mit Richard Strauss, Reger, Pfitzner und Korngold. Seine Lieder komponierte Kissling, wenn besondere Anlässe wie die Geburt eines seiner Kinder oder Texte der Literatur ihn dazu inspirierten.
Sein Hauptwerk, die Sonate für Violine und Klavier, schrieb er in den 1920er Jahren. Es wurde erst in den 1950er Jahren von seinem Sohn Karl Adolf Kissling und später von seiner Tochter Reinholde Schulz mit Kollegen aufgeführt. Durch seine Enkelin Susanne Schulz erfolgte durch Notendruck und CD-Produktion die Veröffentlichung des Werkes.
Insgesamt schuf er 24 Lieder und eine Sonate für Violine und Klavier.